# Dactylolabis longipennis
Dactylolabis longipennis är en tvåvingeart som beskrevs av Gabriel Strobl 1900. Dactylolabis longipennis ingår i släktet Dactylolabis och familjen småharkrankar. Inga underarter finns listade i Catalogue of Life.